# Jean-François Domergue
Jean-François Domergue (født 23. juni 1957 i Bordeaux, Frankrig) er en tidligere fransk fodboldspiller, der som forsvarsspiller på det franske landshold var med til at vinde guld ved EM i 1984. Han nåede i alt at spille ni landskampe og score to mål
På klubplan var Domerque tilknyttet klubberne Girondins Bordeaux, Lille OSC, Olympique Lyon, Toulouse FC, Olympique Marseille og SM Caen.
Efter sit karrierestop blev Domergue træner og har stået i spiden for Le Havre AC og Montpellier HSC.
I dag er han sportsdirektør hos Montpeller.